# Ashfield (district)
Pour les articles homonymes, voir Ashfield.
Ashfield ( /ˈæʃˌfiːld/ ) est un district non métropolitain du Nottinghamshire, en Angleterre. La population d'Ashfield est de 127 200 habitants en 2018. Le quartier est principalement urbain et fait partie des zones urbaines de Nottingham et de Mansfield. Il y a trois villes dans le district; Sutton-in-Ashfield, Kirkby-in-Ashfield et Hucknall. Le district est formé le 1er avril 1974, en vertu du Local Government Act 1972, par la fusion des districts urbains de Hucknall, Kirkby-in-Ashfield, Sutton-in-Ashfield et des parties du district rural de Basford, à savoir les paroisses d'Annesley, Felley. et Selston.

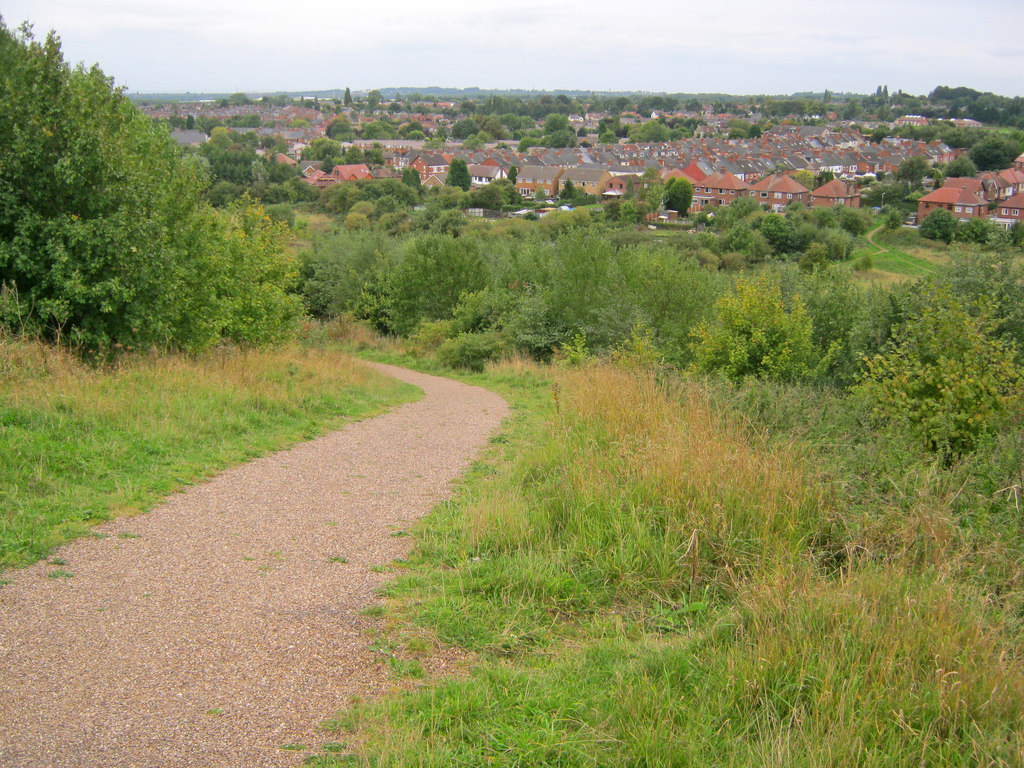
Hucknall, la deuxième plus grande colonie du district et contiguë à Nottingham à proximité

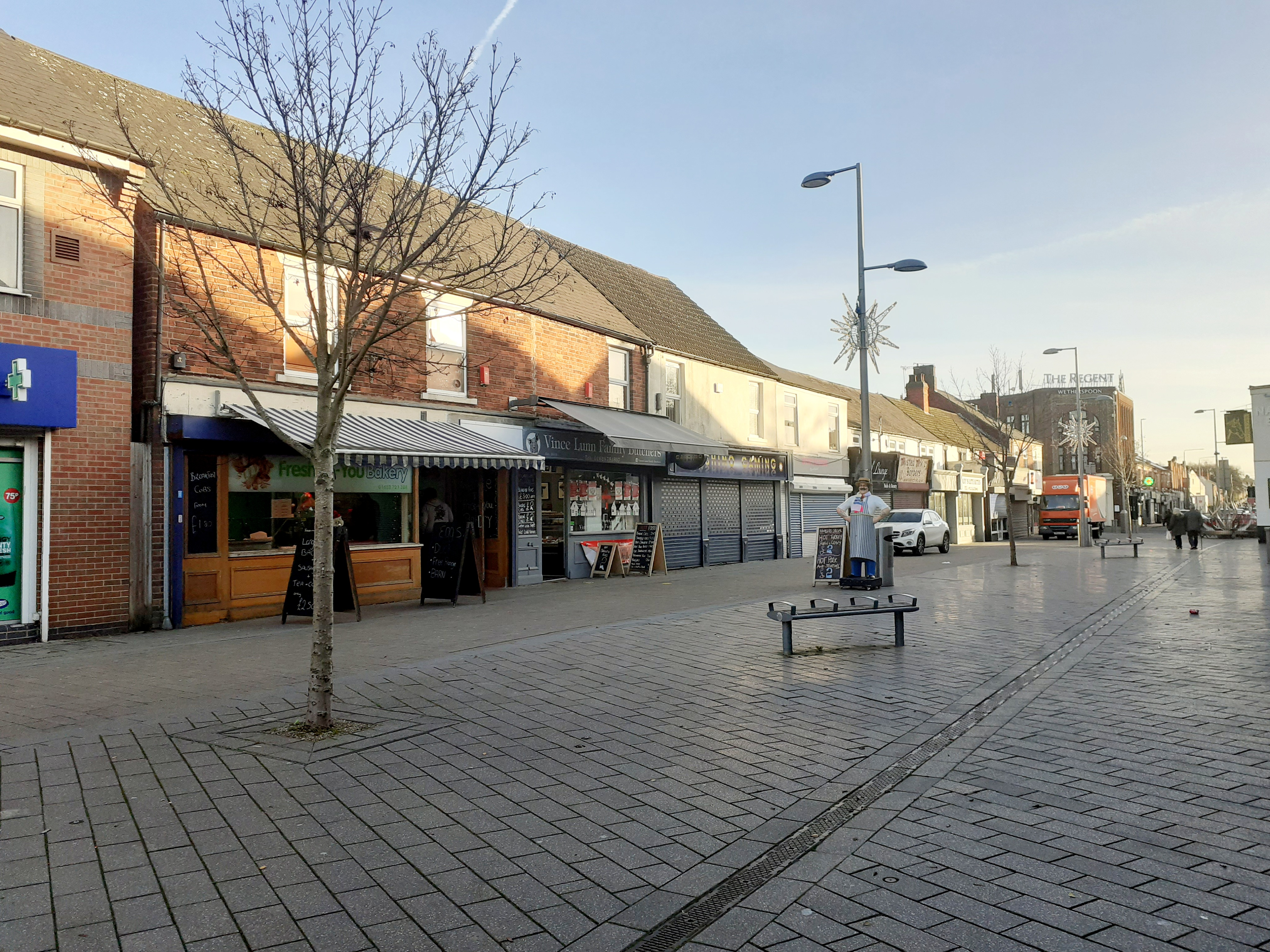
Kirkby-in-Ashfield, la troisième plus grande colonie du district et contiguë à Sutton-in-Ashfield à proximité

La plus grande colonie est Sutton-in-Ashfield. Les villes et villages du district comprennent les suivants :
- Annesley ;
- Annesley Woodhouse ;
- Hucknal ;
- Huthwaite ;
- Jacksdale ;
- Kirkby-in-Ashfield ;
- Selston ;
- Skegby ;
- Sutton-in-Ashfield ;
- Colline de Stanton ;
- Téversal ;
- Sous-bois.

## Politique
Les élections au district ont lieu tous les 4 ans, avec actuellement 35 conseillers élus dans 23 quartiers. Depuis 2018, le conseil est dirigé par Jason Zadrozny des Ashfield Independents. Aux élections de 2019, les indépendants d'Ashfield ont remporté 30 des 35 sièges au conseil. Les prochaines élections sont prévues en 2023. 

## Locaux
Le conseil est situé sur Urban Road à Kirkby-in-Ashfield, achevés en 1986 sur un site derrière l'ancien siège social (construit en 1933) de l'un des prédécesseurs du conseil, le Kirkby-in-Ashfield Urban District Council, avec l'ancien bâtiment est maintenant connu sous le nom d'Ada Lovelace House,. Le nouveau bâtiment est officiellement inauguré en octobre 1986 par Birgitte, duchesse de Gloucester. 